# Tortula bauriana
Tortula bauriana là một loài rêu trong họ Pottiaceae. Loài này được Warnst. ex Baur mô tả khoa học đầu tiên năm 1911.